# 八木城 (但馬国)
八木城（やぎじょう）は、兵庫県養父市八鹿町八木にあった日本の城（山城）。国の史跡に指定されている。

## 概要
八木城は、標高409mの「土城山」と、そこから南東へ約450m離れた尾根伝いにある標高303mの「城山」の二か所がある。城山にある方は「八木城」、土城山の方を「土城」（別名「八木古城」）と呼称されており、八木城は八木氏が、土城は閉伊氏が在城していた。しかし「近年の発掘研究では織豊期に改修されている」とし両城とも同時期に改修しているとする指摘もある。八木城、土城を合わせて「八木城」と呼ばれているが、「八木石城」、「八木土城」とも呼ばれることもある。
但馬国には約220の城が存在している。このうち豊臣政権時代には古文書から4か所しかなく、更に徳川政権時代には出石城の1か所のみとなり、陣屋は豊岡陣屋、村岡陣屋、更に生野代官所の3か所となる。八木城は江戸時代初期まで存在していた城である。
| 領地名 | 出石藩   | 豊岡藩 | 竹田藩 | 八木藩 |
| ------ | -------- | ------ | ------ | ------ |
| 城名   | 有子山城 | 豊岡城 | 竹田城 | 八木城 |

この城の歴史は古く鎌倉時代からの城として重要な遺構が残っていることから、1997年（平成9年）3月6日に国の史跡に指定されている。

## 沿革

### 八木氏時代
伝承によると1063年（康平6年）閉伊頼国が前九年の役で功労があり、源頼家から但馬国が与えられ、八木の地に築城したのが始まりではないかと言われているが､「確かな史料はない」とし不明とする指摘もある。その後1194年（建久5年）に朝倉高清が源頼家から但馬国を与えられ朝倉城を築城し、朝倉氏と閉伊氏の間で何度か合戦があり、朝倉氏は閉伊氏に勝利し、朝倉高清の第二子、重清を八木城の城主とし、八木の姓を名乗られ八木重清となった。以後八木氏は15代、300年以上にわたりこの地で栄え、第六代城主八木重家は但馬国守護山名時氏、山名時義の重臣となり太田垣氏、垣屋氏、田結庄氏と共に山名四天王に数えられた。
第15代城主八木豊信になると但馬国の状況にも変化がでてくる。但馬国守護山名氏の勢力が弱体していくと、織田氏と毛利氏が但馬国に手を伸ばしてきた。『八木豊信書状』によると天正3年（1575年）11月に八木豊信は吉川元春に但馬国の状況を報告し、出兵を懇請している記述が見受けられる。また織田信長の命に従い羽柴秀吉を総大将に1577年（天正5年）と1580年（天正8年）の二度に渡って侵攻してきた。これに伴い1578年（天正6年）時点では織田勢に属していた田結庄是義、垣屋光政、山名祐豊と、毛利勢に属していた垣屋豊続、太田垣輝延、八木豊信に勢力が二分したようである。八木豊信は表面的には毛利勢に属していたが、後に態度が変節していったと思われている。「天正四年段階には八木氏は、はっきりと毛利派であったが、天正六年段階では消極的になっていたようである」とされている。
第一次但馬国侵攻は、天正5年（1577年）11月上旬開始されたが、上月城の城主上月政範が謀反したため、羽柴秀吉軍は但馬国を撤兵、同年11月27日に上月城の攻城戦を開始しわずか7日間で落城した。この時播磨国と但馬国に戦線が拡大するのを恐れた羽柴秀吉軍は、但馬国に関してはそのままの状態となり、八木豊信もそのまま留まった。しかし、翌1578年（天正6年）には羽柴秀吉は竹田城にいた。『信長公記』によると、｢羽柴筑前は但馬国へ相働き、国衆前々のごとく召出し、竹田の城に木下小一郎入置かれ候キ｣(『信長公記 六月廿六日』)と記している。つまり6月には、羽柴秀吉軍は竹田城に入城しており竹田城を拠点として但馬国の奪取を企て、恐らく八木城周辺が織田軍と毛利軍の最前線となっていた。天正7年（1579年）7月毛利軍に属していた吉川元春隊は、垣屋豊続の要請により竹野まで出軍してきたが、南条氏が後方で離反したため撤兵した。これにより、八木豊信は毛利方から織田方に寝返り羽柴秀吉軍の軍門に降ったと思われている。その後羽柴秀吉に従って八木豊信は因幡攻めに参戦し、天正8年（1580年）5月21日鳥取城の攻城の拠点として八木豊信は若桜鬼ヶ城に入り守備していた。しかし天正9年（1581年）3月18日鳥取城に吉川経家が入城すると、吉川元春は巻き返しを開始、若桜鬼ヶ城に攻城し支えきれず但馬国へ退却してしまい、八木豊信はその後行方不明となってしまう。

### 別所氏時代
1585年（天正13年）、豊臣政権下で八木城の城主となったのは別所重宗で1万5千石で登用された。別所重宗とは三木合戦で亡くなった別所長治の叔父に当たり、東条城を本城とし、屋口城を支城としていた。別所長治は毛利氏についていたが別所重宗は織田氏に属していた。しかし、東条城が1581年（天正9年）の羽柴秀吉の「城割」となると、別所重宗はしばらくの間本城は持っていなかったようである。
別所重宗が播磨から所領替えとなり入城すると改修にとりかかり、織豊勢力の象徴として石垣の城に改修した。
その後別所重宗とその後を継ぎ八木城城主となった別所吉治親子は、九州征伐、小田原征伐、文禄の役に参戦したが、八木城の実績は不明である。八木城が廃城になったのは、1600年（慶長5年）の関ヶ原の戦いの後、別所吉治が丹波北由良藩に転封になり後継の藩主が置かれなかったため城は廃城となったという。

### 逸話
この城には「血の谷」「ふるやが谷」などの地名が残っている。この地名の舞台になったのが、1577年（天正5年）と1580年（天正8年）の羽柴秀吉但馬国侵攻の時だったのか、いつの時代かはっきりしていないが、攻城戦に関連している。
八木城は大軍に囲まれ、小さい戦いは毎日行われていた。攻め手は決定打にかけ水源を経つために、老婆に大金を与え、今滝寺村の少し奥から水路を引いていたことをつきとめ、水の手を経つことに成功した。攻城軍は総攻撃を開始し、八木城へ攻め登ってくると寄せ手と戦闘を繰り返した。谷は血で染まり、谷川の水にとけ、この地域の人はこの時から「血の谷」と呼ぶようになった。また隣の谷には弓矢の応酬があり「フルヤガ谷」（降る矢が谷）と呼ばれている。またこの戦いの最中、八木城の姫が琴弾峠に逃れていき、そこから八木城を眺めると炎で燃えていた。絶望した姫は琴弾峠の頂上近くにある池に身を投げて命を絶った。数日後、黒髪と着物の袖が浮かんできたことから、この池を「袖が池」と呼ばれている、という逸話がある。

## 城郭

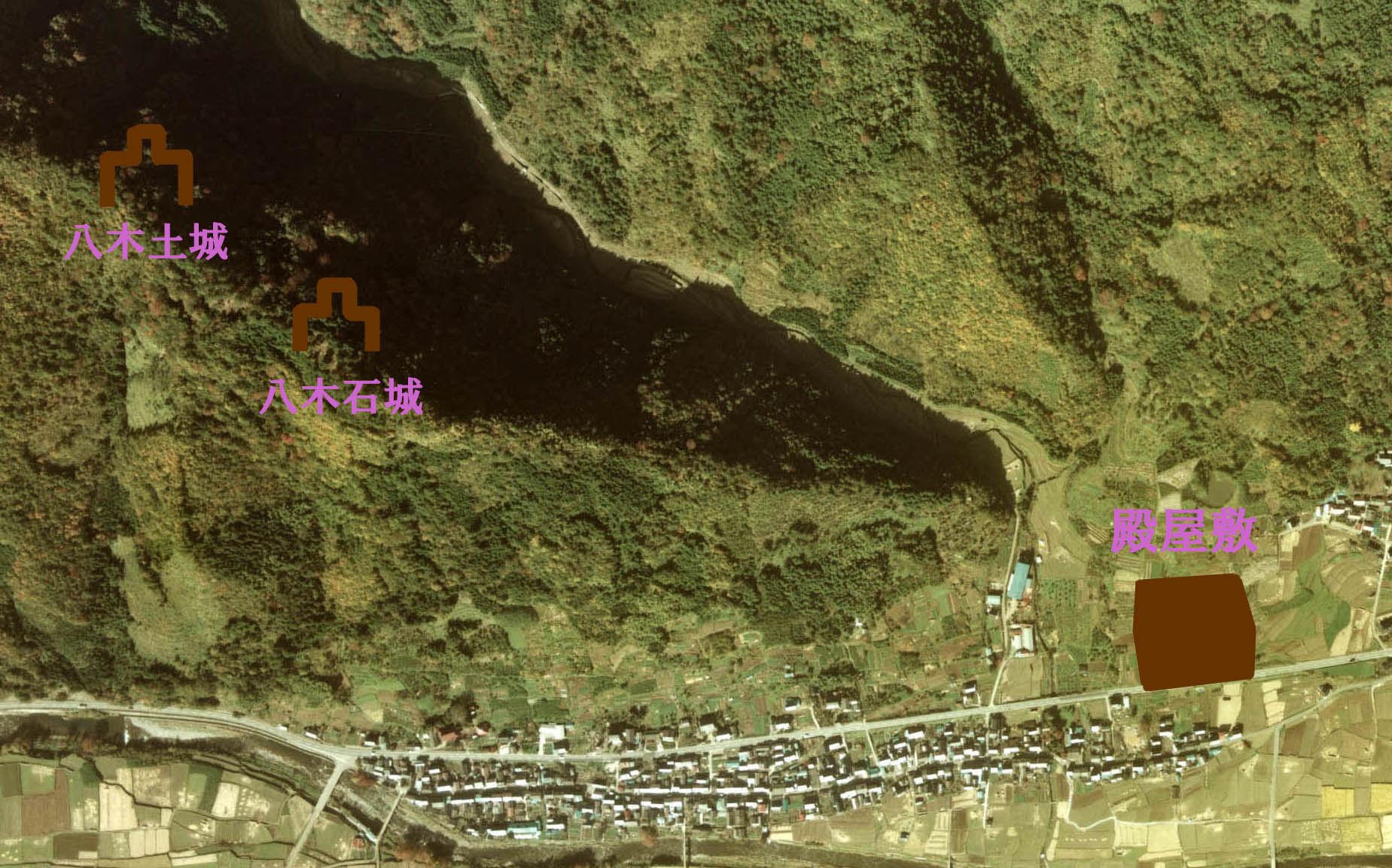
八木城周辺地図/

八木城は平安時代末期からある城であるが、現在の遺構は戦国時代末期から安土桃山時代に大きく改修された。但馬国の戦国時代の城郭には「竪掘」や「竪掘群」が見受けられるが、八木城には存在が確認されていない。同地域は比較的平穏で「竪掘」までの防御施設は必要なかった可能性が指摘されている。

### 八木土城
八木土城は「土城山」標高409m、比高310mの急な峰に、東西90m×南北330m、15m×20mの削平地が15段ほど鉤状に連なっている。八木石城の詰城として機能していた。主郭は17m×17mとその北側には幅16m×高さ4.2mの堀切を構築している。八木土城の特筆すべき点は「食違い虎口」で安土桃山時代に造られた。この「食違い虎口」は別所重宗時代か、八木豊信時代か不明であるが、八木豊信時代ではないかとされている。それ以外の八木氏時代の遺構が考えられる。土城山は南北に曲輪を配しているが、街道に面した方に通路が設けてある。これは曲輪内部を見えないようにし、この城を攻城する際に街道沿いから敵兵が登ってくることを想定していたと思われている。八木土城は別所重宗が入城時には但馬国は安定しており、山奥にある八木土城は放置された。

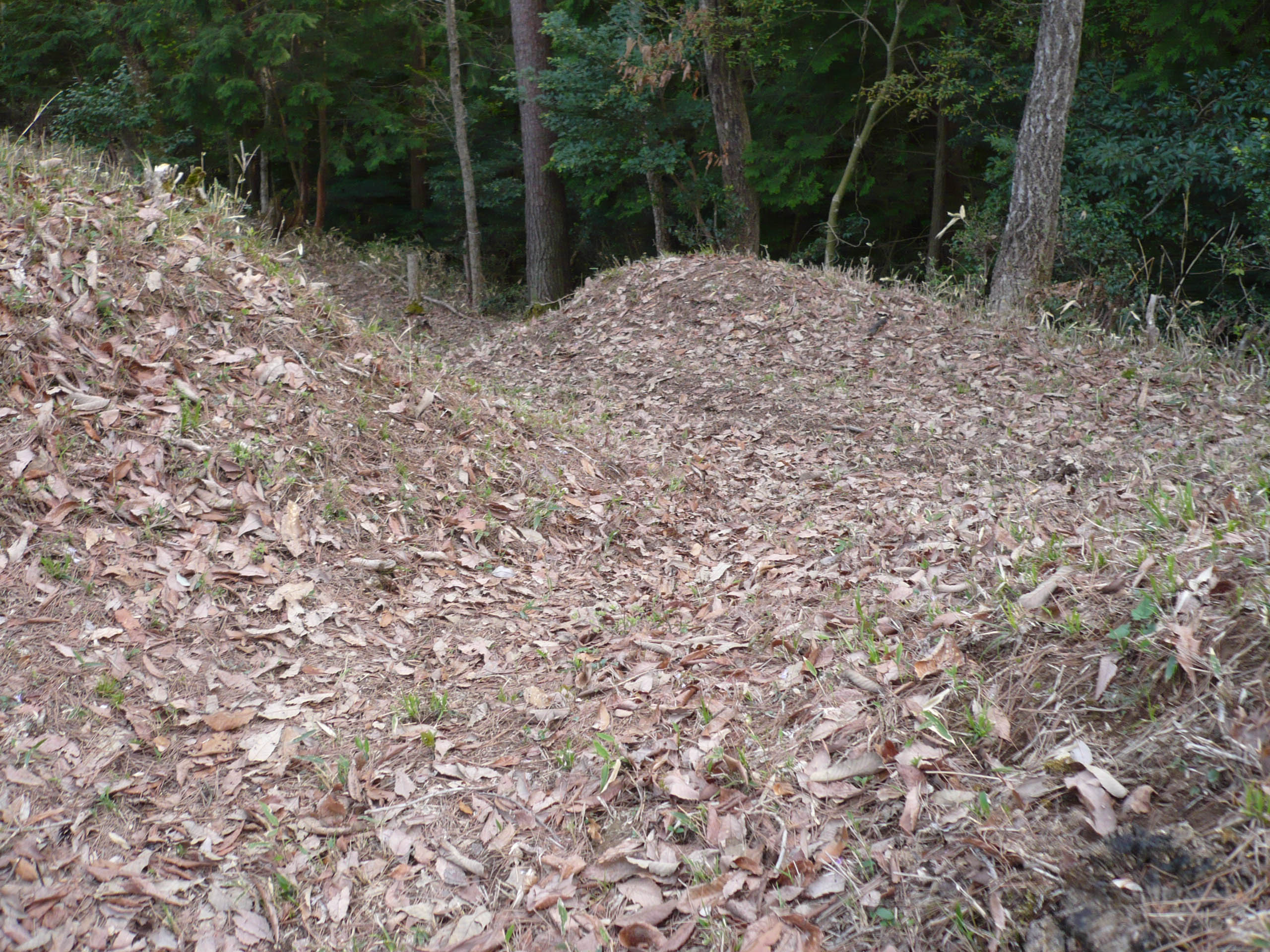
食違い虎口跡
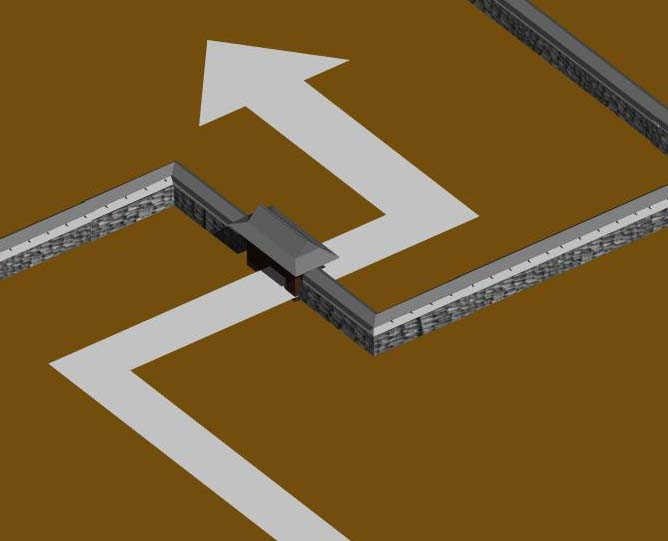
食違い虎口例
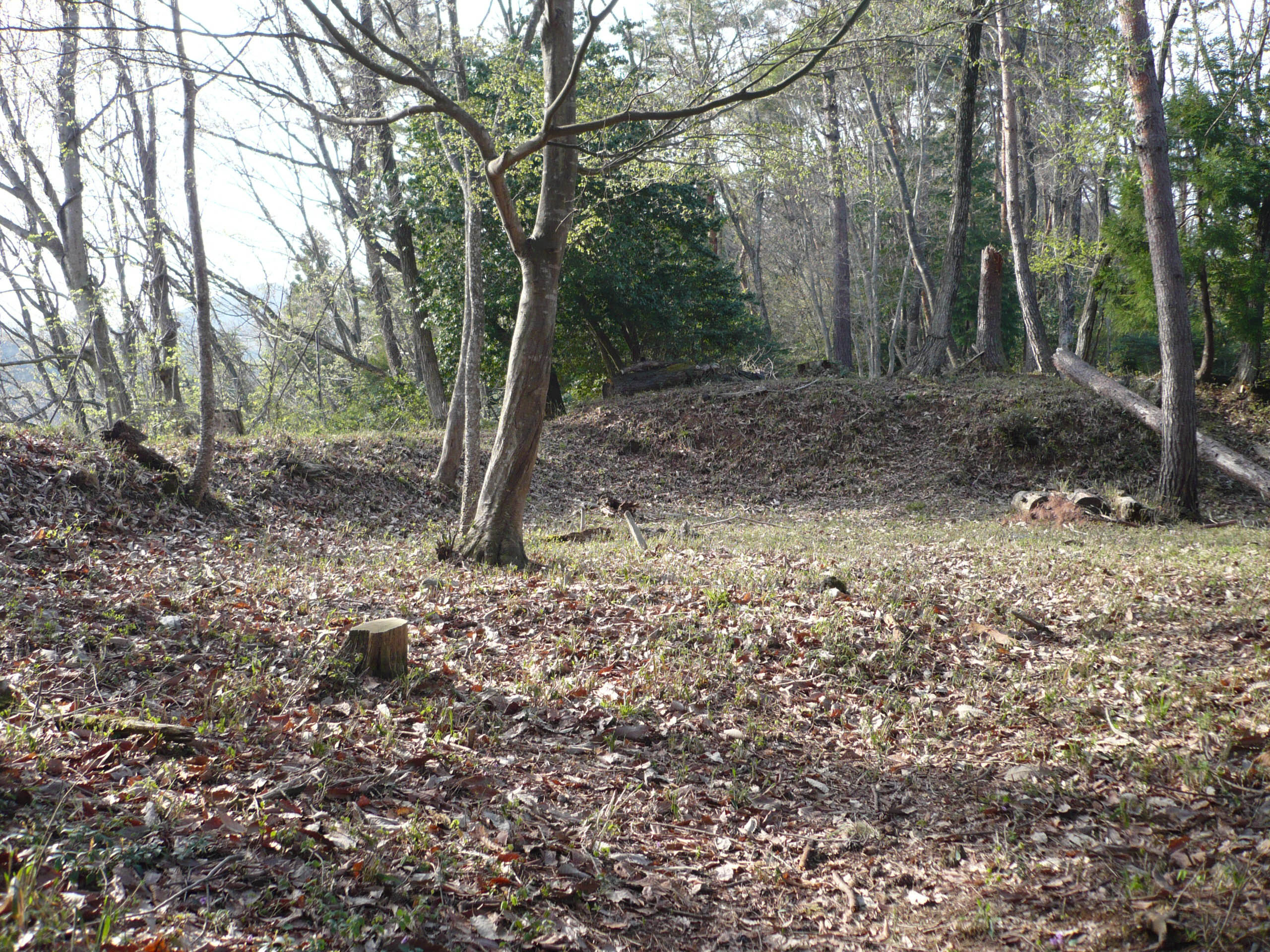
曲輪と土塁
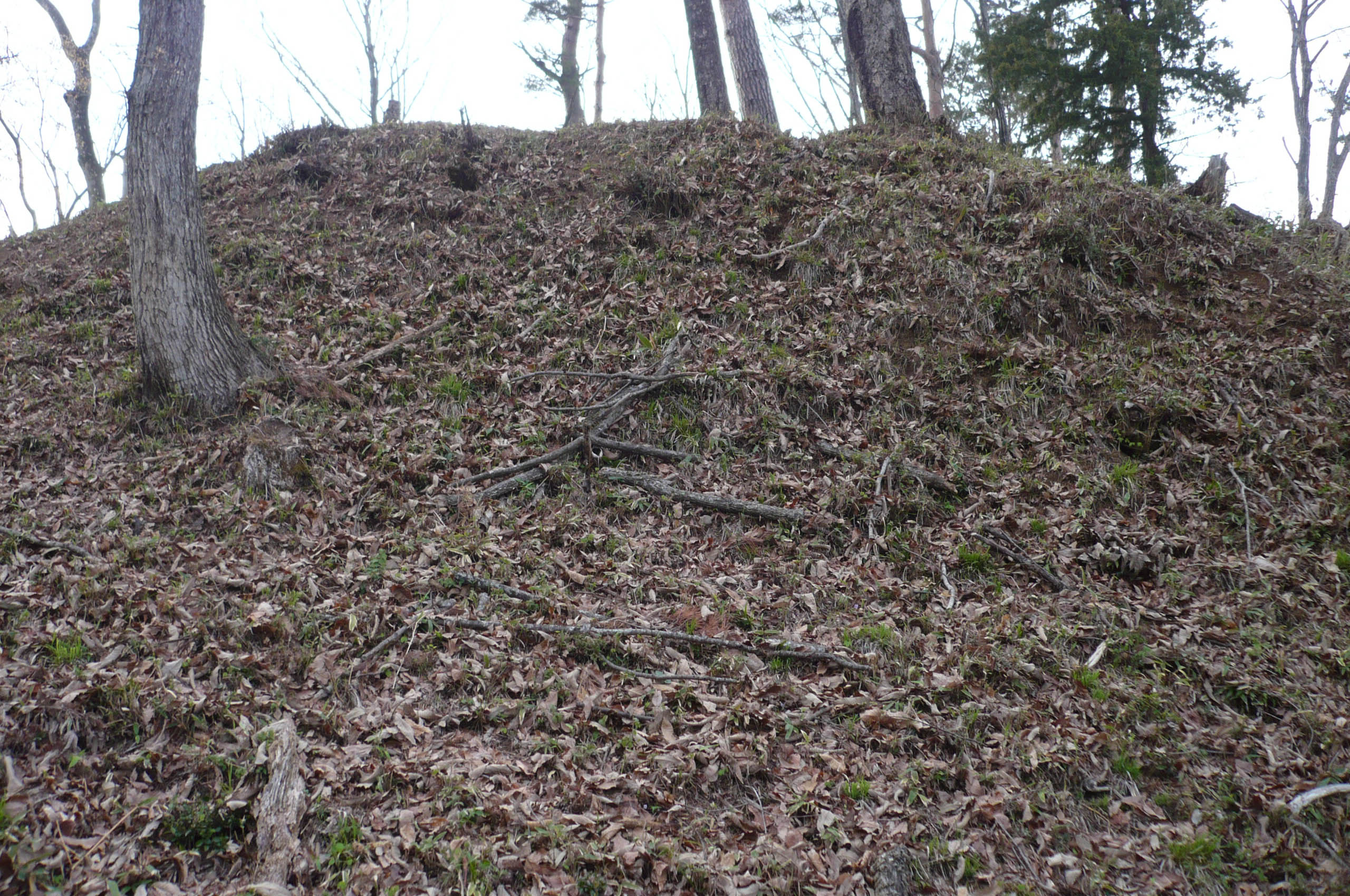
本丸台
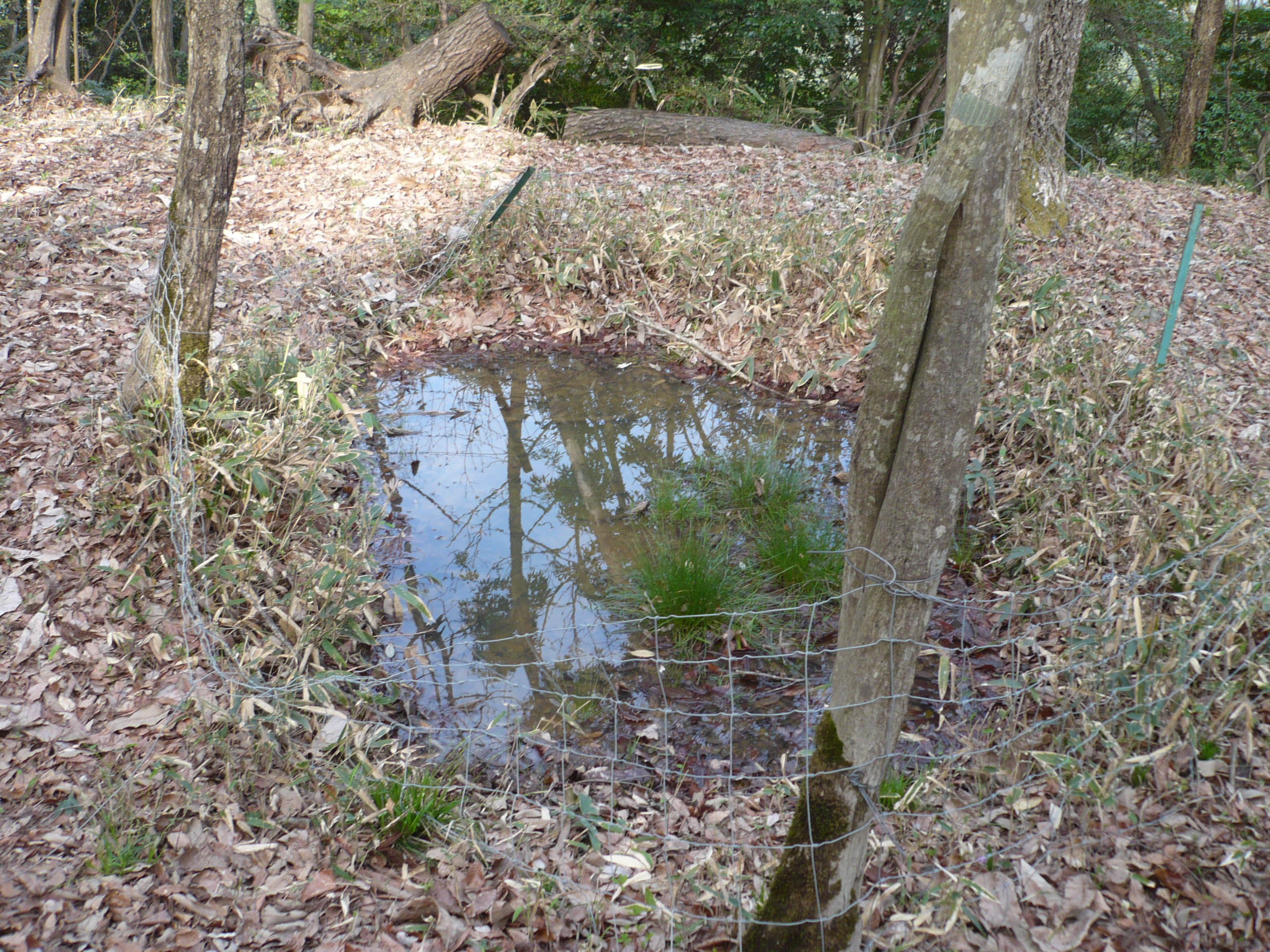
井戸跡

### 八木石城
八木石城は、八木氏時代に本丸、二の丸を中心に東西、南北四方の段丘状に削平地の曲輪を並べ、この主要部分に別所重宗時代に高さ9.47m、幅50mの野面積みの石垣を張り付けた。城域は東西340m×南北260mある。本丸の北西に天守台、南東隅に櫓台、東隅に「枡形虎口」も設けられた。西側は虎口のみ石垣が積まれている。本丸の周囲には帯曲輪を巡らせ、八木土城へ向かう方向には幅15mの堀切、南側には7段の曲輪、南西には6段の曲輪、北側には3段の曲輪を配置している。この改修は城郭としての防備はあまり考慮されていないと思われている。『ひょうごの城紀行』によると、この八木石城は「一見未完成に見える」としている。これは軍事施設としてではなく、領主に力を示すためのもので、城の正面だけ高石垣と櫓を建て、城下町から見えるようにすることに意味があった。築城の目的が軍事的目的から領国支配を安定される為のシンボルとしての新式の城郭が築かれたと思われている。山麓には実行寺をはじめ4か所の寺が並んでおり、寺町、城下町の名残と思われている。また石垣は他城との比較で文禄前半に築かれたのではないかと推定されている。
| 城名           | 有子山城   | 八木城   | 竹田城   | 出石城     |
| -------------- | ---------- | -------- | -------- | ---------- |
| 石垣高         | 4.4m       | 9.3m     | 10.6m    | 12.8m      |
| 石垣の推定年代 | 天正8-13年 | 文禄前半 | 慶長初期 | 慶長9-14年 |

上記年代がくだってくると、本丸の石垣の高さも次第と高くなっており、築城技術も発展している。

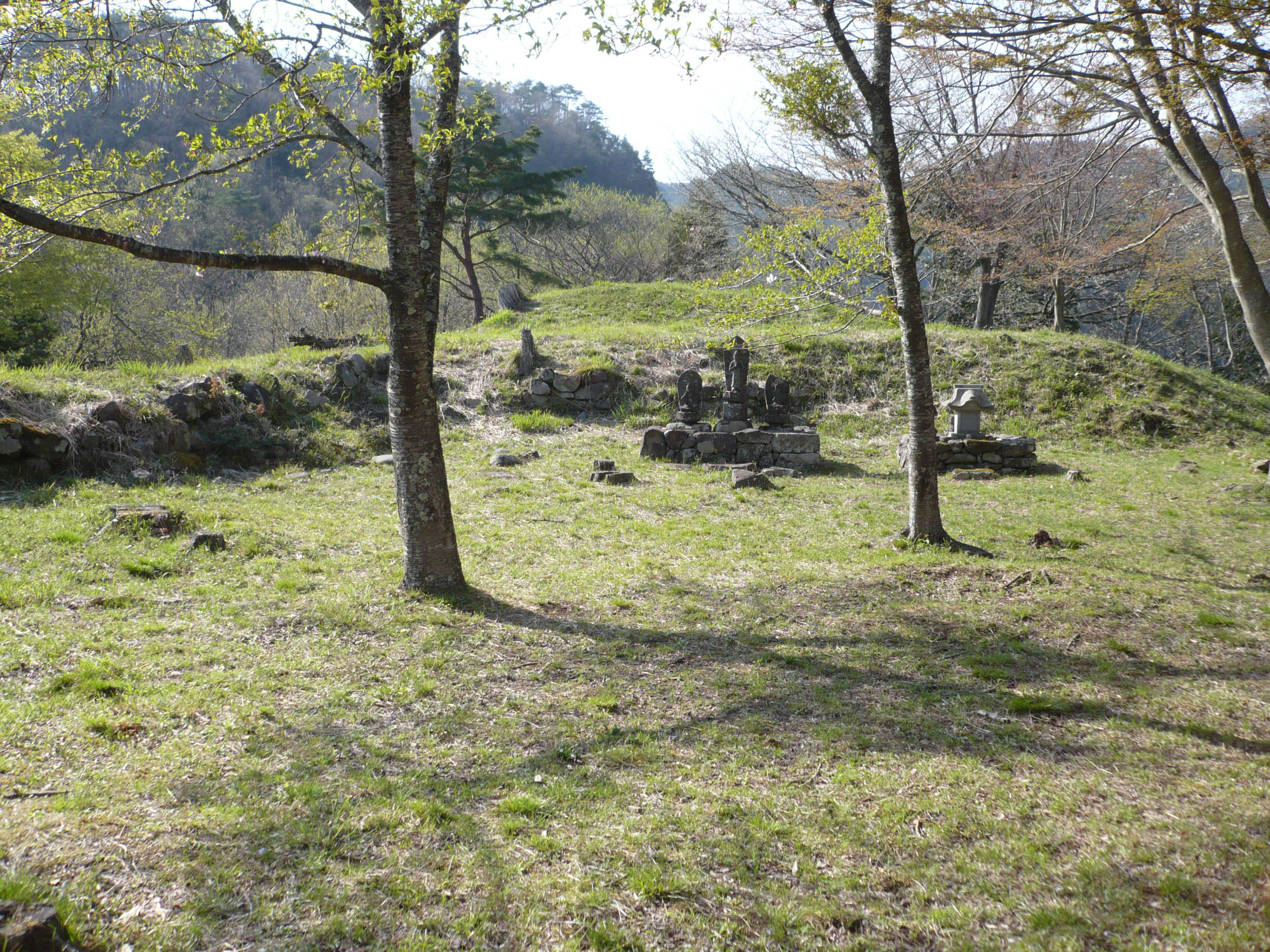
本丸・天守台跡
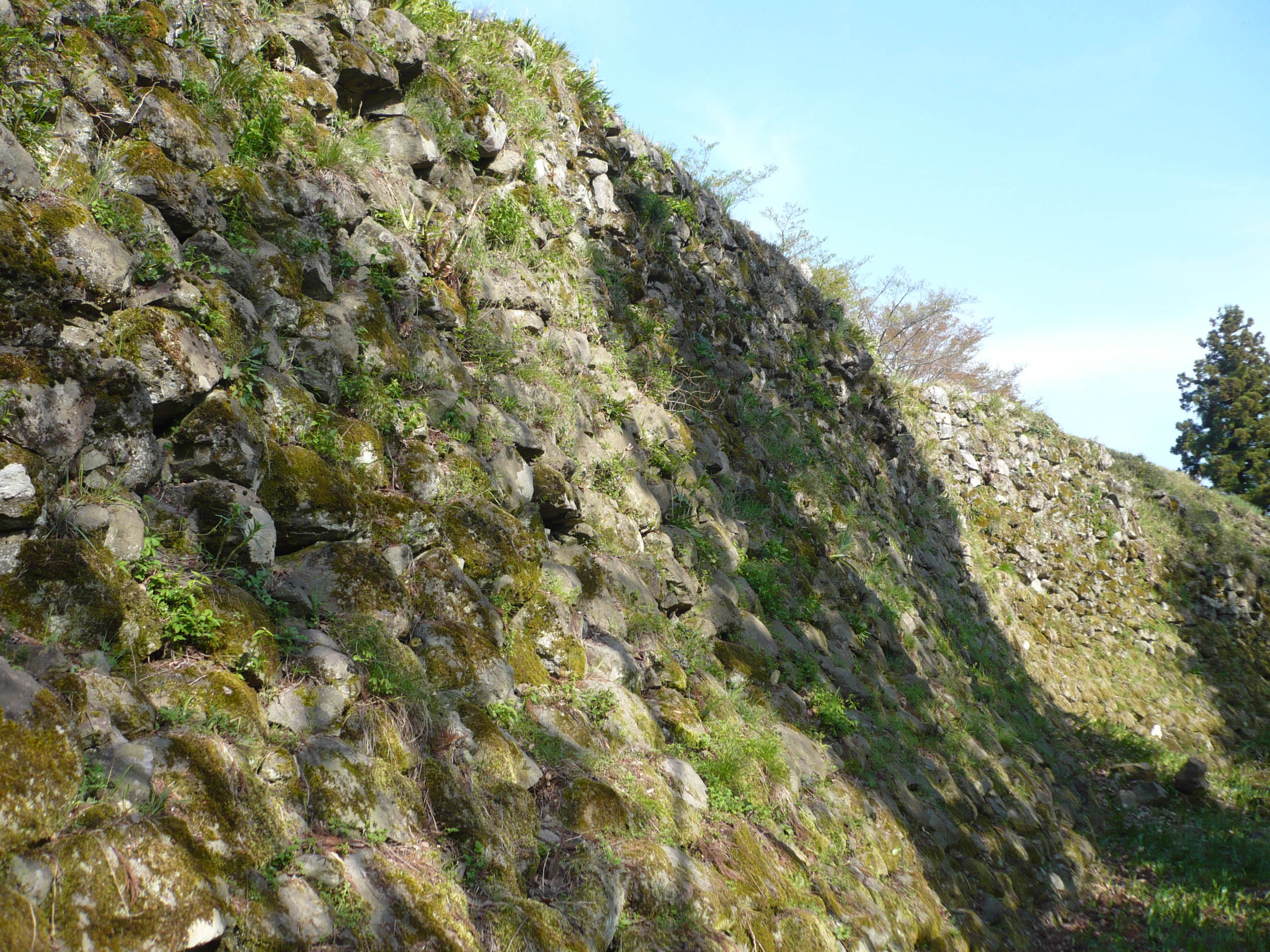
本丸下の石垣
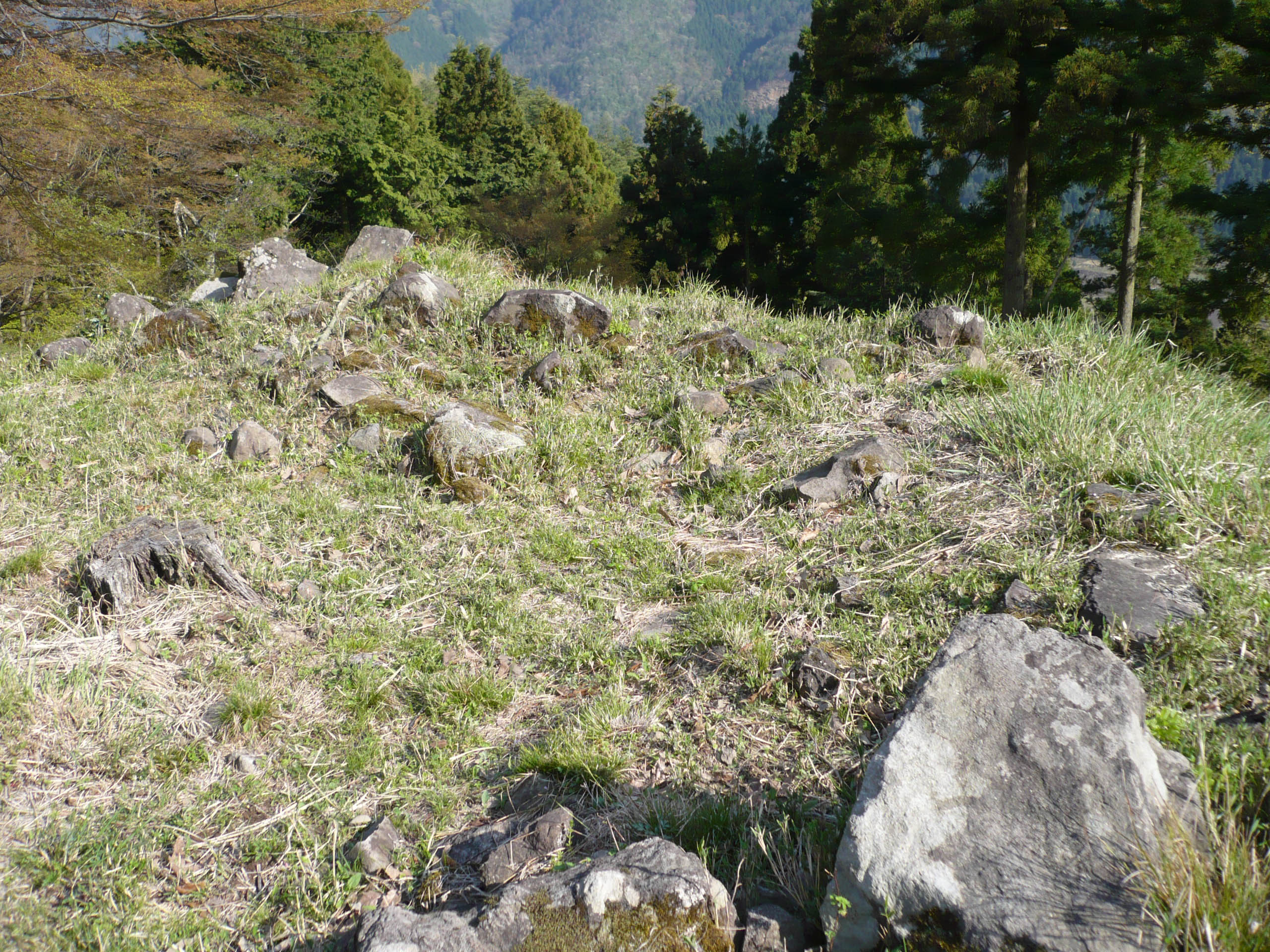
櫓台跡
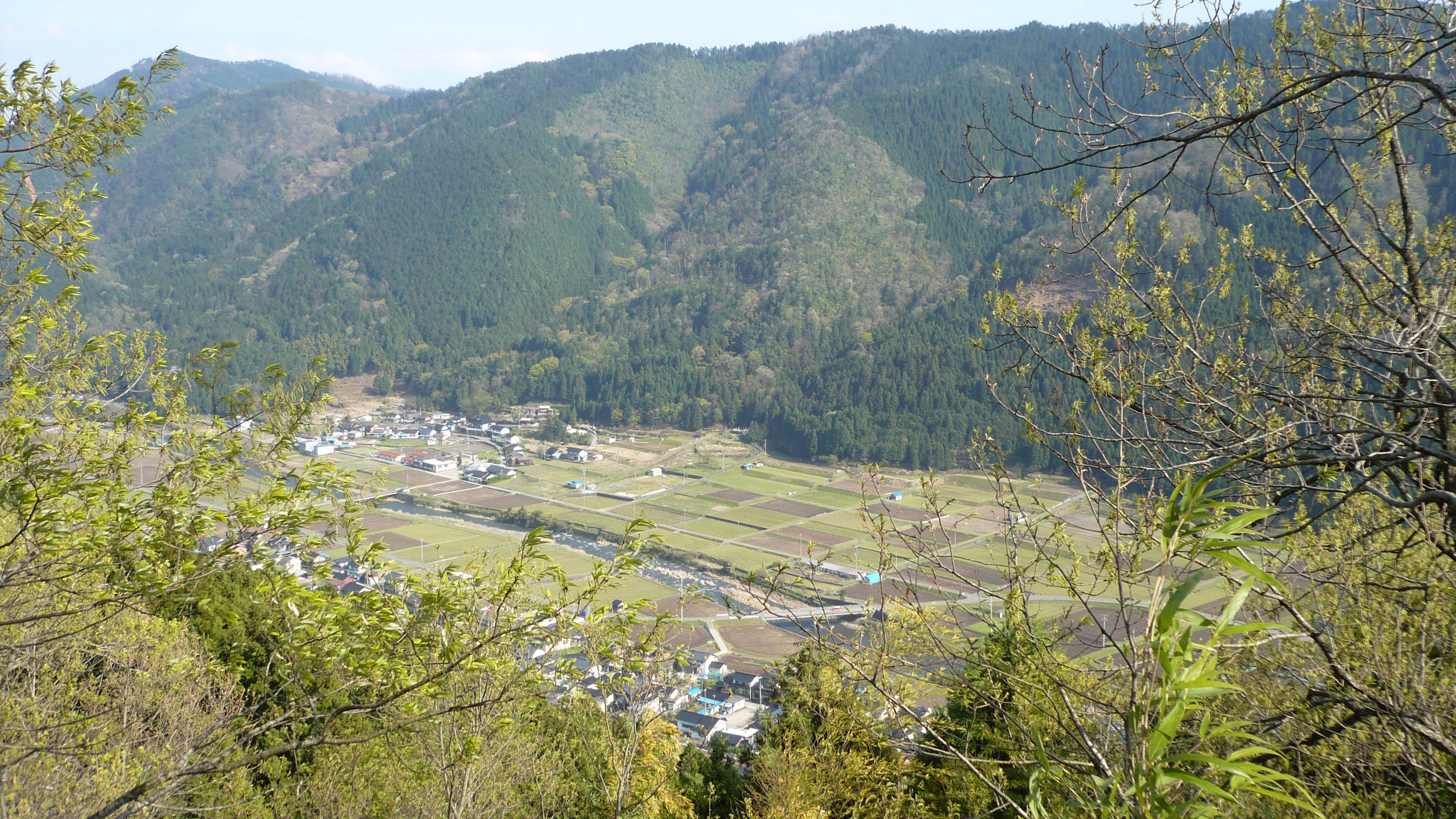
八木石城から八木川方向を撮影

### 居館
八木には子字名「殿屋敷」という場所があり、1989年（平成元年）に一部発掘調査が行われた。それによると12世紀から14世紀の初頭にかけての中国製の青磁や鉢や土器が多数出土した。更に幅5.2m、深さ2.3m、長さ35mの掘削された堀跡が検出された。全貌は明らかになっていないが、殿屋敷、居館の防備施設だと思われている。15世紀の遺物が発見されていないことから、「戦国時代の殿屋敷がここではない可能性も高くなる」としている。戦国時代の居館跡は「永照寺と柳谷寺の付近に別所吉治の舘があると理想的」としている。その理由として近世城郭によく見られる八木石城の直登城ルートがあり、また城下町の中心に位置し、城下町の整備が居館を中心に進められていたと推定している。

### 支城
八木城にはいくつかの支城があったと推定されている。
| 城名     | 尾崎天王山城 | 片岡城     | 白岩城     | 葛畑城     |
| -------- | ------------ | ---------- | ---------- | ---------- |
| 所在地   | 養父市尾崎   | 養父市関宮 | 養父市吉井 | 養父市葛畑 |
| 主な城主 | 不明         | 片岡氏     | 白岩氏     | 西谷氏     |

一時期、養父市のほぼ半分程度が八木氏の勢力範囲の時もあったと考えられている。

## 城跡へのアクセス
- 電車でのアクセス

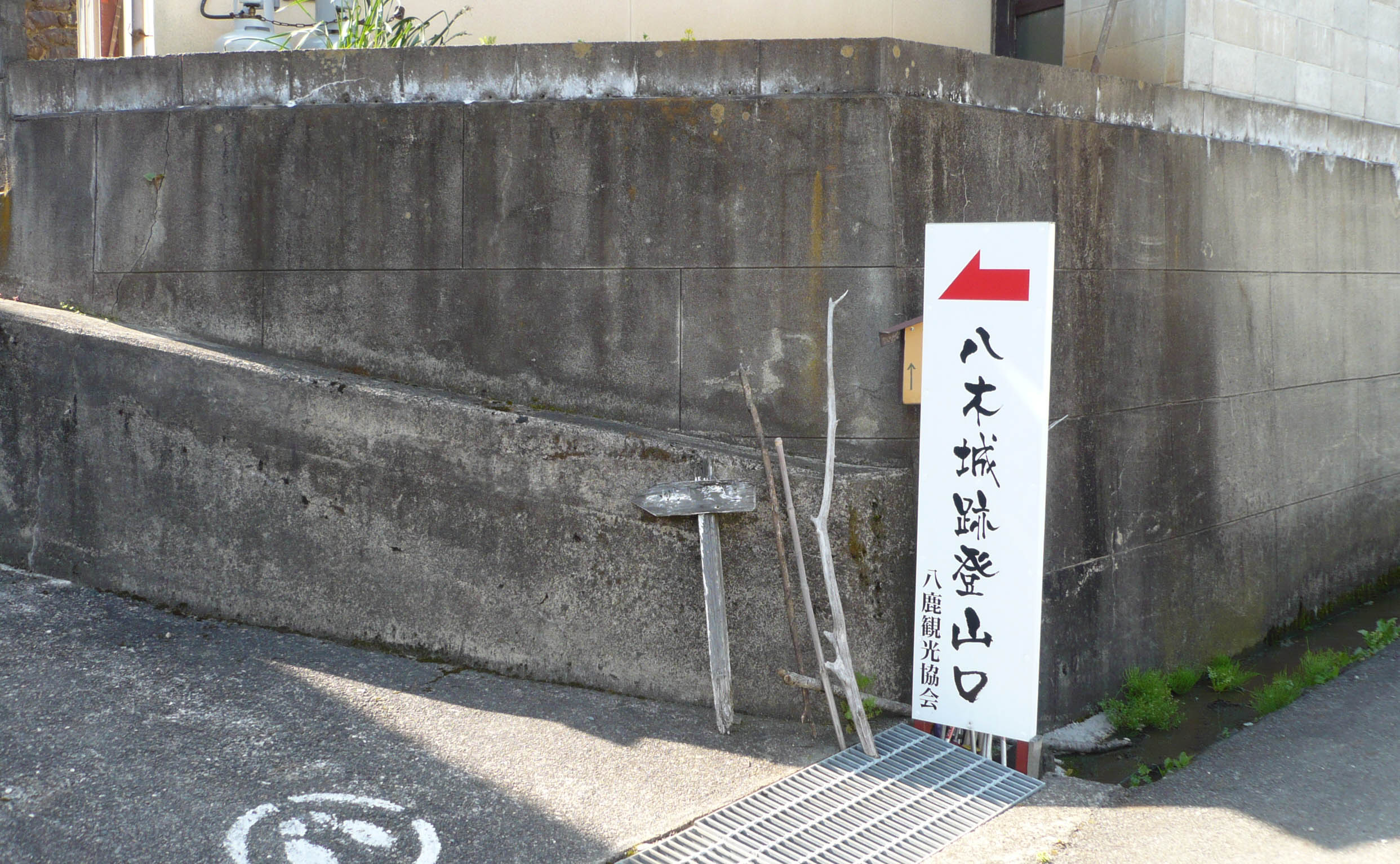
八木城登山口入口

  - JR西日本 山陰本線 八鹿駅 → 全但バス 下八木 下車
- 車でのアクセス
  - 播但連絡道路 和田山インターチェンジ → 国道312号 → 国道9号
  - 周辺に駐車場なし
- 徒歩でのアクセス
  - 登山口入口 → 徒歩約30分